# Yelo (kommun i Spanien)
Yelo är en kommun i Spanien.   Den ligger i provinsen Provincia de Soria och regionen Kastilien och Leon, i den centrala delen av landet, 130 km nordost om huvudstaden Madrid. Arean är 24,0 kvadratkilometer.
Terrängen i Yelo är huvudsakligen platt.